# Симон, Виктор Львович
Виктор Львович Симон (22 января 1930, Москва — 6 июня 2021, там же) — советский и российский музыкант-виолончелист, педагог, народный артист РСФСР (1988).

## Биография
Виктор Львович Симон родился в 1930 году в Москве. В 1947 году окончил Центральную музыкальную школу при Московской консерватории им. П. И. Чайковского. В 1952 году окончил Московскую консерваторию имени П. И. Чайковского (педагоги Р. Е. Сапожников, М. И. Ямпольский, С. М. Козолупов), а в 1958 году там же окончил аспирантуру.
В 1952 году стал солистом, а с 1961 года — концертмейстером Большого симфонического оркестра Всесоюзного радио и Центрального телевидения. Записал свыше 70 сольных выступлений — множество премьерных исполнений виолончельных концертов современных композиторов, музыка разных эпох и стилей, в том числе антология «Все произведения для виолончели с оркестром П. Чайковского».
В 1980—1996 годах преподавал в Государственном музыкально-педагогическом институте имени Гнесиных (с 1992 года Российская академия музыки имени Гнесиных), с 1988 — доцент, с 1993 — профессор.
В 1996—2017 — профессор Московской консерватории имени П. И. Чайковского.
В 2007 году был членом жюри XIII Международного конкурса имени П. И. Чайковского.
В 2017 году ушёл на пенсию.
Умер 6 июня 2021 года, похоронен на Троекуровском кладбище в Москве.

## Награды и премии
- Заслуженный артист РСФСР (05.06.1981)[5].
- Народный артист РСФСР (1988).
- Лауреат международных конкурсов в Праге и Берлине[6].
- Почётный знак «За вклад в культуру».
- Орден Почёта (19.07.2001)[7].
- Орден «За заслуги перед Отечеством» IV степени (29.11.2005)[8].
- Почётная грамота Президента Российской Федерации (02.01.2011)[9].